# Kalvholmsfjärden, Larsmo
Kalvholmsfjärden är en fjärd i Finland.   Den ligger i landskapet Österbotten, i den centrala delen av landet, 400 km norr om huvudstaden Helsingfors.
Kalvholmsfjärden är den del av Larsmosjön som ligger mellan Larsmoön i söder och Norra ön i norr. I öster ansluter den till Hästöfjärden via Korsskärs sund vid Korsskären. I väster slutar den vid slussarna vid Stora och Lilla Laxgrundet.